# Sternula
Sternula è un genere di uccelli caradriformi della famiglia Laridae e della sottofamiglia Sterninae.

## Descrizione
Le specie appartenenti a Sternula sono piccole sterne dal piumaggio prevalentemente bianco che vivono in quasi tutto il mondo.

## Tassonomia
Questo genere era fino a poco tempo fa compreso nel genere Sterna. Le specie che lo compongono sono 7:
- Sternula
  - Sternula albifrons
  - Sternula saundersi
  - Sternula antillarum
  - Sternula superciliaris
  - Sternula lorata
  - Sternula nereis
  - Sternula balaenarum